# らじすく!エア
らじすく!エア（らじすく! えあ）は、2023年4月3日から青森放送（RABラジオ）で平日 11:55 - 16:00に放送されているラジオ番組。

## 概要
2023年3月31日まで放送されていた前番組『GO!GO!らじ丸』の後継番組として放送開始。
バラエティの要素が強かった『らじ丸』とは異なり、当番組は音楽が中心となっており、パーソナリティも前番組から続投となった坂本サトルをはじめとしたミュージシャン・音楽活動の経験がある5名から起用された。

## 出演者
太字は前番組『GO!GO!らじ丸』の末期から引き続き出演（担当曜日は一部変更あり）

### パーソナリティー
- 盛合諒（月曜）
- 古屋敷裕大（火曜）
- 坂本サトル（水曜）
- かすみ（木曜）
- 多田慎也（金曜）
  - パーソナリティらはコンサートの出演（リハーサルを含む）など本業が多忙の週は欠席するケースがあり、この場合はリポーターやゲストがパーソナリティを代行する[注釈 1]。

### アシスタント
- 筋野裕子（月曜・金曜）
- 伊東幸子（火曜）
- 猪股南（水曜・木曜）

### ラジオカーリポーター
- 張間陽子（月曜、火曜）
- 成田洋明（水曜 - 金曜）

## 主なコーナー
夏の高校野球青森大会開催期間中は、随時「RAB高校野球速報」を挟む。

### 11:55 - 12:00
- アバントーク

### 12時台
- 12:00：東奥日報ニュース・天気予報
- 12:15：LUNCH TIME エアリスト
  - 最新のヒット曲を3、4曲程度放送する。
- 12:30：ふるさとすく!エア
  - 青森県内各市町村のふるさと特配員と電話を繋ぎ、市町村のイベントや情報を発信する。

### 13時台
- 13:00：東奥日報ニュース
- 13:05：三井ダイレクト損保 presents 強くてやさしい金曜日（TBSラジオ、金曜のみ）
- 13:20：まちかどすく!エア（月曜 - 木曜）・中小企業いってみ隊!（金曜のみ）
  - 『まちかどすく!エア』は、リポーターが様々な場所からリポートを行う。『中小企業いってみ隊!』は前番組から引き続き放送され、リポーターの成田が県内の様々な企業を訪問し、その企業のPRを行う。

### 14時台
- 14:00：RABニュース・天気予報・道路交通情報（日本道路交通情報センター）
- 14:05：おしとく!

月曜「モリーズガレージ」
水曜「坂本サトル afternoon caravan」
木曜「かすみのすみか」
金曜「多田慎也 ツナガレディオ!」
- 14:45：ジャパネットたかた ラジオショッピング

### 15時台
- 15:00：東奥日報ニュース
- 15:05：FMすく!エア（月曜 - 木曜）
  - 曜日別で各FMと繋ぎ、情報交換を行う。ただしコミュニティ局での同時ネットではない（同時刻にFMごしょがわら、FMアジュールではミュージックバード制作『アフタヌーン・パラダイス』を放送している）。

月・FMアップルウェーブ（弘前市）

火・BeFM（八戸市）

水・FMごしょがわら（五所川原市）

木・FMアジュール（むつ市）

- 15:05：はいうぇい 人街ネット 青森（金曜のみ・2024年6月28日まで）
- 15:10：世界に届け!下北ジオパーク（金曜のみ）
- 15:20：らじすく!インフォメーション
- 15:50：エンディング